# Молодіжна збірна Пуерто-Рико з футболу
Молодіжна збірна Пуерто-Рико з футболу — національна молодіжна футбольна збірна Пуерто-Рико, що складається із гравців віком до 20 років. Вважається основним джерелом кадрів для підсилення складу основної збірної Пуерто-Рико. Керівництво командою здійснює Пуерториканська футбольна федерація.
Команда має право участі у молодіжних чемпіонатах світу та молодіжних чемпіонатах КОНКАКАФ, а також може брати участь у товариських і регіональних змаганнях.